# Спеціальний полк «Титан»
Спеціальні підрозділи міліції охорони «Титан» — стройові підрозділи (полки, батальйони, роти) у складі територіальних підрозділів (управлінь, відділів) Державної служби охорони, що призначалися для забезпечення охорони власності фізичних та юридичних осіб, захисту фізичних осіб від злочинних посягань.

## Історія
Підрозділ бере свій початок від грудня 1992 р., коли з підрозділів державної служби охорони були виділені працівники, котрі виконували охоронні заходи супроводження цінних вантажів.
З урахуванням великої кількості автотранспорту, що спричиняють значні автомобільні «пробки», 28 січня 1993 р. наказом МВС України при Центрі оперативного управління в місті Києві було створено мотоциклетний спеціальний підрозділ охорони швидкого реагування «Титан-М», призначений для відпрацювання повідомлень про злочини і правопорушення, у тому числі спрацювання технічних засобів охорони, з об'єктів, які охороняються за договорами у територіально визначених зонах відповідальності.
У місті Києві наказом УДСО при ГУМВС України в м. Києві 30.12.2010 № 130 існуючі до цього батальйони "Титан" були об'єднані в СПМО «Титан» УДСО при ГУМВС України в місті Києві (на правах полку). Згодом підрозділ було перейменовано на Спеціальний полк «Титан» УДСО при ГУМВС України в місті Києві.
Після створення Національної поліції та реформування Державної служби охорони в Поліцію охорони на базі спецпідрозділу створили Управління поліції охорони з фізичної безпеки в м. Києві, яке продовжив очолювати полковник поліції Лисенко Владислав Іванович.

### Титан-Ж
В червні 2009 р. Державна служба охорони при Міністерстві внутрішніх справ презентувала спеціальну групу жінок-охоронців. Таку спецгрупу було створено вперше в системі державного охоронного відомства. Кожна дівчина з цієї групи проходила тривалий курс навчання, який включав вогневу та фізичну підготовку, а також навчання контраварійному водінню та супроводу VIP-персон.

## Завдання
- охорона грошових знаків, цінних паперів з повною матеріальною відповідальністю;
- супроводження цінних вантажів та їх охорона;
- охорона власності юридичних і фізичних осіб в місцях їх постійного або тимчасового перебування;
- охорона виставок, інших громадських заходів;
- забезпечення особистої безпеки фізичних осіб, в тому числі іноземних громадян;
- охорона і супроводження туристичних груп.

## Склад
Станом на червень 2009 р. налічувалось 207 підрозділів, 148 служб інкасації та 37 підрозділів спеціального призначення. Охоронці підрозділів «Титан» забезпечували охорону 363 фізичних осіб.